# 三木淳賞
三木淳賞（みきじゅんしょう）は、これからの活躍が期待される新進作家に授与される日本の写真賞である。株式会社ニコンイメージングジャパンが運営する公募制の写真展会場、ニコンサロンの年度賞で、新進作家による最も優れた作品に授与される。作家の年齢は不問。
1999年、銀座ニコンサロン開館30周年を記念して設立。若手写真家の活動支援を目的とし、ニコンサロン運営委員でニッコールクラブ第3代会長、報道写真家三木淳の名を冠した。
賞状、正賞（山田朝彦作「無限」）、副賞（デジタル一眼レフカメラ）、賞金300万円（THE GALLERY での受賞新作展開催の制作支援金）が贈呈される。

## 来歴

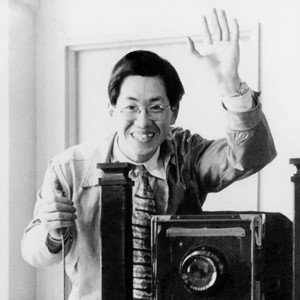
報道写真家、三木淳、1950年頃。

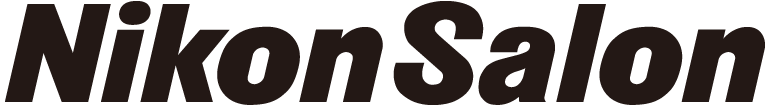
誰でも応募可能な公募制写真展会場、「ニコンサロン」のロゴ。

アメリカの雑誌『ライフ』で日本人唯一の正規スタッフ写真家だった三木淳は、1950年に来日したデビッド・ダグラス・ダンカンらの、『ライフ』誌の写真家たちにニコンを紹介し”世界のニコン”となる契機を作った。1952年、ニッコールクラブ設立の中心的な人物のひとりとなり同クラブの理事を務めた。1968年、写真文化の普及と向上を目的として、誰でも応募できる公募による写真展会場、ニコンサロンが開設される。三木は運営委員として、1968年の開設から1992年急逝するまでの間、運営に携わった。ニコンサロンはプロ、アマの壁を取り払い、企業戦略に影響されず、あらゆる分野の優れた写真を展示し、写真展本来の姿を追求する作品発表の場として運営された。1974年、ニッコールクラブ第3代会長となり、アマチュア写真家愛好家のサポート、後輩の育成に尽力した。1992年に急逝。
1998年、ニコンサロンは開館30周年を記念して、35歳以下の若手写真家を対象に、「ニコンサロンJuna 21(ユーナ21)」と称した公募写真展を始めた。1999年、この写真展の年間最優秀作品に対して、「三木淳賞」が設立された。賞は若手写真家の活動支援を目的とし、ニコンとの関わりが深かく、アマチュア写真家や後輩を熱心に指導してきた三木淳の名を冠した。2003年度から2017年度までは、「三木淳賞奨励賞」も併設された。
2017年8月、ニコン創立100周年を機に、ニコンサロンの運営がリニューアルされる。「ニコンサロンJuna 21」は廃止され、若手写真家支援制度として、新たに「Be a Photographer」が開始された。これに伴い、若手写真家の公募はニコンサロンの公募に集約される。この制度変更により、「三木淳賞」はニコンサロンで開催された、もっとも優れた新進写真家（作品応募時点で、35歳以下の作家）の写真展に対する年度賞となる。新制度による賞の贈呈は、2018年度第20回から開始された。審査年度の期間は、毎年8月から翌年7月に至る1年間を対象年度とした。翌、2019年度第21回からは、年齢制限を撤廃。作家の年齢に関わらず、これから活躍が期待される新進作家の写真展を対象とした。
株式会社ニコンイメージングジャパンは、ニコンサロンの年間賞として、最優秀作品に「伊奈信男賞」、新進作家による最優秀作品に「三木淳賞」を毎年秋に贈呈している。
2020年、新型コロナウイルス感染症拡大防止対策として選考対象となる一部写真展の会期を変更しことに伴い、賞の選考期間を2019年8月～2020年12月に変更。受賞作品の発表は、2021年2月上旬となった。

## 表彰内容
受賞者（1名）には、賞状、正賞（山田朝彦作「無限」）、副賞（デジタル一眼レフカメラ）。特典として受賞展開催後2年以内に「THE GALLERY」で作品を発表する機会が与えられ、制作支援金として総額300万円を授与される。

## 選考委員
ニコンサロン選考委員（2007年3月以前は、ニコンサロン運営委員）が、三木淳賞の選考にあたる。2023年4月1日付の選考委員は、次の5名である。

小髙美穂（キュレーター）、高砂淳二（写真家）、畠山直哉（写真家）、藤岡亜弥（写真家）、港千尋（写真家）
| 委員名           | ニコンサロン運営委員任期 | ニコンサロン選考委員任期  |
| ---------------- | ------------------------ | ------------------------- |
| 江成常夫         | 1988年 - 2007年3月       |                           |
| 土田ヒロミ       | 1992年 - 2007年3月       | 2007年4月 - 2017年3月     |
| 宮崎学           | 1996年4月 - 2000年3月    |                           |
| 坂田栄一郎       | 1998年4月 - 2000年3月    |                           |
| 大西みつぐ       | 2000年4月 - 2007年3月    |                           |
| ハナブサ・リュウ | 2001年4月 - 2007年3月    |                           |
| 菅洋志           | 2001年6月 - 2007年3月    |                           |
| 伊藤俊治         | 2003年4月 - 2007年3月    | 2007年4月 - 2017年3月     |
| 大島洋           | 2004年4月 - 2007年3月    | 2007年4月 - 2017年3月     |
| 畠山直哉         |                          | 2007年4月 - 2011年3月     |
| 竹内万里子       |                          | 2007年4月 - 2012年6月     |
| 北島敬三         |                          | 2011年4月 - 2020年3月31日 |
| 長島有里枝       |                          | 2013年4月 - 2020年3月31日 |
| 飯沢耕太郎       |                          | 2017年3月 - 2023年3月31日 |
| 今森光彦         |                          | 2017年3月 - 2023年3月31日 |
| 佐藤時啓         |                          | 2017年3月 - 2023年3月31日 |
| 小髙美穂         |                          | 2020年4月1日 -            |
| 港千尋           |                          | 2020年4月1日 -            |
| 高砂淳二         |                          | 2023年4月1日 -            |
| 畠山直哉         |                          | 2023年4月1日 -            |
| 藤岡亜弥         |                          | 2023年4月1日 -            |

（赤背景色が2023年4月1日付現任者。開設年、1968年からのニコンサロン運営委員・選考委員の一覧はニコンサロン参照。）
| 委員名     | ニコンサロン ゲスト運営委員任期 |
| ---------- | ------------------------------- |
| 柳本尚規   | 1996年 - 1999年10月             |
| 港千尋     | 1999年10月 - 2001年10月         |
| 笠原美智子 | 2000年4月 - 2003年3月           |

## 「三木淳賞」受賞者一覧
| 受賞回（年度）      | 受賞者名「作品タイトル」                                        | 受賞作品（作品解説、選考理由など） |
| ------------------- | --------------------------------------------------------------- | ---------------------------------- |
| 第1回 （1999年度）  | 甲野善一郎「SECRET TIME」                                       | 第1回三木淳賞受賞作品              |
| 第2回 （2000年度）  | 鈴木忍「そして、この優しい去勢のために」                        | 第2回三木淳賞受賞作品              |
| 第3回 （2001年度）  | 藤沢真樹子「mango y ritmo」                                     | 第3回三木淳賞受賞作品              |
| 第4回 （2002年度）  | 呉雪陽「氷上の花火」                                            | 第4回三木淳賞授賞作品              |
| 第5回 （2003年度）  | 荻野育代「緊張の方向」                                          | 第5回三木淳賞受賞作品              |
| 第6回 （2004年度）  | 村上友重「球体の紡ぐ線」                                        | 第6回三木淳賞受賞作品              |
| 第7回 （2005年度）  | 土屋育子「IMAGEＳ OF TRUST」                                    | 第7回三木淳賞受賞作品              |
| 第8回 （2006年度）  | 石川直樹「THE VOID」                                            | 第8回三木淳賞受賞作品              |
| 第9回 （2007年度）  | 稲宮康人「『くに』のかたち HIGHWAY LANDSCAPES OF JAPAN」        | 第9回三木淳賞受賞作品              |
| 第10回 （2008年度） | 西村康「彼女のタイトル」                                        | 第10回三木淳賞受賞作品             |
| 第11回 （2009年度） | Gim Eun Ji「ETHER」                                             | 第11回三木淳賞受賞作品             |
| 第12回 （2010年度） | 金川晋吾「father」                                              | 第12回三木淳賞受賞作品             |
| 第13回 （2011年度） | 添田康平「Not yet refugees」                                    | 第13回三木淳賞受賞作品             |
| 第14回 （2012年度） | 斉藤麻子「FIELD NOTE」                                          | 第14回三木淳賞受賞作品             |
| 第15回 （2013年度） | 上田順平「手紙」                                                | 第15回三木淳賞受賞作品             |
| 第16回 （2014年度） | 林典子「キルギスの誘拐結婚」                                    | 第16回三木淳賞受賞作品             |
| 第17回 （2015年度） | 阿部祐己「新しき家」                                            | 第17回三木淳賞受賞作品             |
| 第18回 （2016年度） | 清水裕貴「熊を殺す」                                            | 第18回三木淳賞受賞作品             |
| 第19回 （2017年度） | 齋藤茜「扉は外へつながっている」                                | 第19回三木淳賞受賞作品             |
| 第20回 （2018年度） | 田川基成「ジャシム一家」                                        | 第20回三木淳賞受賞作品             |
| 第21回 （2019年度） | 山下裕「Cosmetic」                                              | 第21回三木淳賞受賞作品             |
| 第22回 （2020年度） | 飯沼珠実「JAPAN IN DER DDR －東ドイツにみつけた三軒の日本の家」 | 第22回三木淳賞受賞作品             |
| 第23回 （2021年度） | 村上賀子「Known Unknown」                                       | 第23回三木淳賞受賞作品             |
| 第24回 （2022年度） | 宛超凡「河はすべて知っている──荒川」                            | 第24回三木淳賞受賞作品             |
| 第25回 （2023年度） | 吉江淳「出口の町」                                              | 第25回三木淳賞受賞作品             |
| 第26回 （2024年度） | 齋藤利奈「The Circle of Life ～海に息づく命の環～」             | 第26回三木淳賞受賞作品             |

## 「三木淳賞奨励賞」受賞者一覧
| 年度     | 受賞者名「作品タイトル」 | 受賞作品（作品解説、選考理由など） |
| -------- | --- | ---------------------------------- |
| 2003年度 | 新倉元雄「とこ夏ナムプラー ASIAN PEOPLE 2」                                                                                  | 2003年度三木淳賞奨励賞受賞作品     |
| 2003年度 | ふじいあゆみ「ゴッドファーザーJr.」                                                                                          | 2003年度三木淳賞奨励賞受賞作品     |
| 2004年度 | 吉田明広「記憶の地図 ～The wind of Nepal～」                                                                                 | 2004年三木淳賞奨励賞度受賞作品     |
| 2004年度 | 高木美佳「みね」 | 2004年三木淳賞奨励賞度受賞作品     |
| 2005年度 | カモマサユキ「civilized society」                                                                                            | 2005年三木淳賞奨励賞度受賞作品     |
| 2005年度 | 中嶋仁司「Among the Usual」                                                                                                  | 2005年三木淳賞奨励賞度受賞作品     |
| 2006年度 | 菱田雄介「ぼくらの学校 Наша Школа」                                                                                          | 2006年三木淳賞奨励賞度受賞作品     |
| 2006年度 | 田代一倫「浮憂世代」 | 2006年三木淳賞奨励賞度受賞作品     |
| 2007年度 | 元木みゆき「息の結び目」 | 2007年三木淳賞奨励賞度受賞作品     |
| 2007年度 | Eun-Kyung, SHIN「Wedding Hall」                                                                                              | 2007年三木淳賞奨励賞度受賞作品     |
| 2008年度 | 松下初美「松下初美」 | 2008年三木淳賞奨励賞度受賞作品     |
| 2008年度 | インベカヲリ★「倫理社会」 | 2008年三木淳賞奨励賞度受賞作品     |
| 2009年度 | 大丸剛史「東京タワー」 | 2009年三木淳賞奨励賞度受賞作品     |
| 2009年度 | 鶴崎燃「海を渡って」 | 2009年三木淳賞奨励賞度受賞作品     |
| 2010年度 | 飯島望美「豚が嗤う」 | 2010年三木淳賞奨励賞度受賞作品     |
| 2010年度 | ライアン・リブレ 「Portraits of Independence: Inside the Kachin Independence Army （独立の肖像：カチン独立運動の内側から）」 | 2010年三木淳賞奨励賞度受賞作品     |
| 2011年度 | 藤原拓也「スポーツ絵巻物」                                                                                                   | 2011年三木淳賞奨励賞度受賞作品     |
| 2011年度 | 吉原かおり「よびみず」 | 2011年三木淳賞奨励賞度受賞作品     |
| 2012年度 | 田中雄一郎「大サンパウロ」                                                                                                   | 2012年三木淳賞奨励賞度受賞作品     |
| 2012年度 | 西岡潔「マトマニ」 | 2012年三木淳賞奨励賞度受賞作品     |
| 2013年度 | アラタンホヤガ「草原に生きる ―内モンゴル・遊牧民の今日」                                                                     | 2013年三木淳賞奨励賞度受賞作品     |
| 2013年度 | 藤原香織「ホログラム」 | 2013年三木淳賞奨励賞度受賞作品     |
| 2014年度 | 池上諭「目の前の山」 | 2014年三木淳賞奨励賞度受賞作品     |
| 2014年度 | 山野雄樹「降灰の島」 | 2014年三木淳賞奨励賞度受賞作品     |
| 2015年度 | 大坪晶「Shadow in the House #01/#02」                                                                                        | 2015年三木淳賞奨励賞度受賞作品     |
| 2015年度 | 山本雅紀「山本家」 | 2015年三木淳賞奨励賞度受賞作品     |
| 2016年度 | 高橋智史「Borei Keila －土地奪われし女性たちの闘い－」                                                                       | 2016年三木淳賞奨励賞度受賞作品     |
| 2016年度 | 森田剛史「続 きのくに」 | 2016年三木淳賞奨励賞度受賞作品     |
| 2017年度 | 小倉沙央里「Rongに学ぶ」 | 2017年三木淳賞奨励賞度受賞作品     |